# Gilles de Chastelet
Gilles de Chastelet, ou de Châtelet, mort le 5  septembre 1283, est un prélat français du XIIIe siècle.

## Biographie
Gilles de Chastelet monte sur le siège de Nevers en 1278. En 1283, Gilles partage le diocèse en deux archidiaconés : celui de Nevers, qui comprend les archiprêtrés de Saint-Pierre-le-Moûtier, de Prémery, de Lurcy et des vaux de Nevers, et celui de Decize, composé des archiprêtrés de Decize, de Thianges, de Châtillon-en-Bazois et de Moulins-Engilbert. Son successeur le confirme.